# Barbados
Barbados [bɑː(r)ˈbeɪdɒs] ist ein Inselstaat im Atlantik und Teil der Kleinen Antillen. Barbados liegt nordöstlich von Venezuela in der Karibik und wird geografisch zu Mittelamerika gerechnet. Die ehemalige britische Kolonie wurde 1966 vom Vereinigten Königreich unabhängig, blieb aber als Commonwealth Realm souveräner Mitgliedsstaat des Commonwealth of Nations und war bis 2021 mit der britischen Krone in Personalunion verbunden. Seit dem 30. November 2021 ist es eine Republik mit der Staatspräsidentin Sandra Mason.

## Geografie

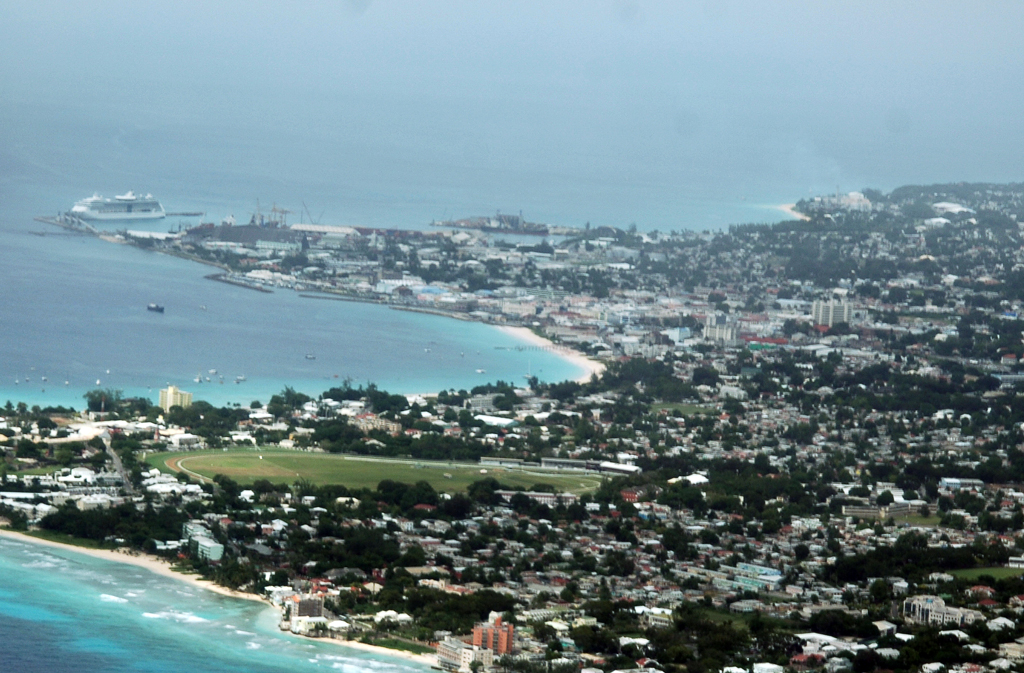
Luftbild der Hauptstadt Bridgetown

Barbados ist die östlichste Insel der Inselkette der Kleinen Antillen und liegt im Atlantischen Ozean. Im Gegensatz zu vielen der benachbarten Karibikinseln ist Barbados nicht vulkanischen Ursprungs, sondern stellt eine sogenannte Vorschwelle (englisch Forearc) eines Akkretionskeils dar, der wiederum durch ehemals unterseeische Riffkalke in die Höhe wuchs. Dieses Kalksteinplateau erreicht im Mount Hillaby eine Höhe von 336 m. Die ältesten Schichten entstanden in einer Warmzeit vor 125.000 Jahren, in welcher der Meeresspiegel vier bis sechs Meter höher lag als derzeit. Mit einer Fläche von 430 km² ist Barbados etwa so groß wie das Bundesland Bremen. Zu Barbados gehört neben der Hauptinsel noch das winzige, direkt vor der Ostküste gelegene Culpepper Island.
Ungefähr 180 km westlich liegt der nächstgelegene Nachbar-Inselstaat St. Vincent und die Grenadinen.

### Klima
Das Klima von Barbados ist ganzjährig warm mit geringen Temperaturunterschieden und einem Jahresmittel von 26 °C. Die Niederschläge konzentrieren sich auf die Regenzeit von Mai bis Oktober und erreichen im zentralen Hochland 2000 mm pro Jahr. Trotz dieser Niederschlagsmengen gibt es aufgrund des porösen Kalksteinuntergrunds keine größeren Gewässer auf der Insel.
Barbados liegt im Einzugsbereich der atlantischen Hurrikans, wo gewöhnlich zwischen Anfang Juni und Ende November die atlantische Hurrikansaison andauert. In dieser Zeit steht Barbados verstärkt unter Beobachtung des staatlichen meteorologischen Dienstes (Barbados Meteorological Services), der mit Hinweisen und Voraussagen vor möglichen Naturkatastrophen warnt.

### Flora und Fauna

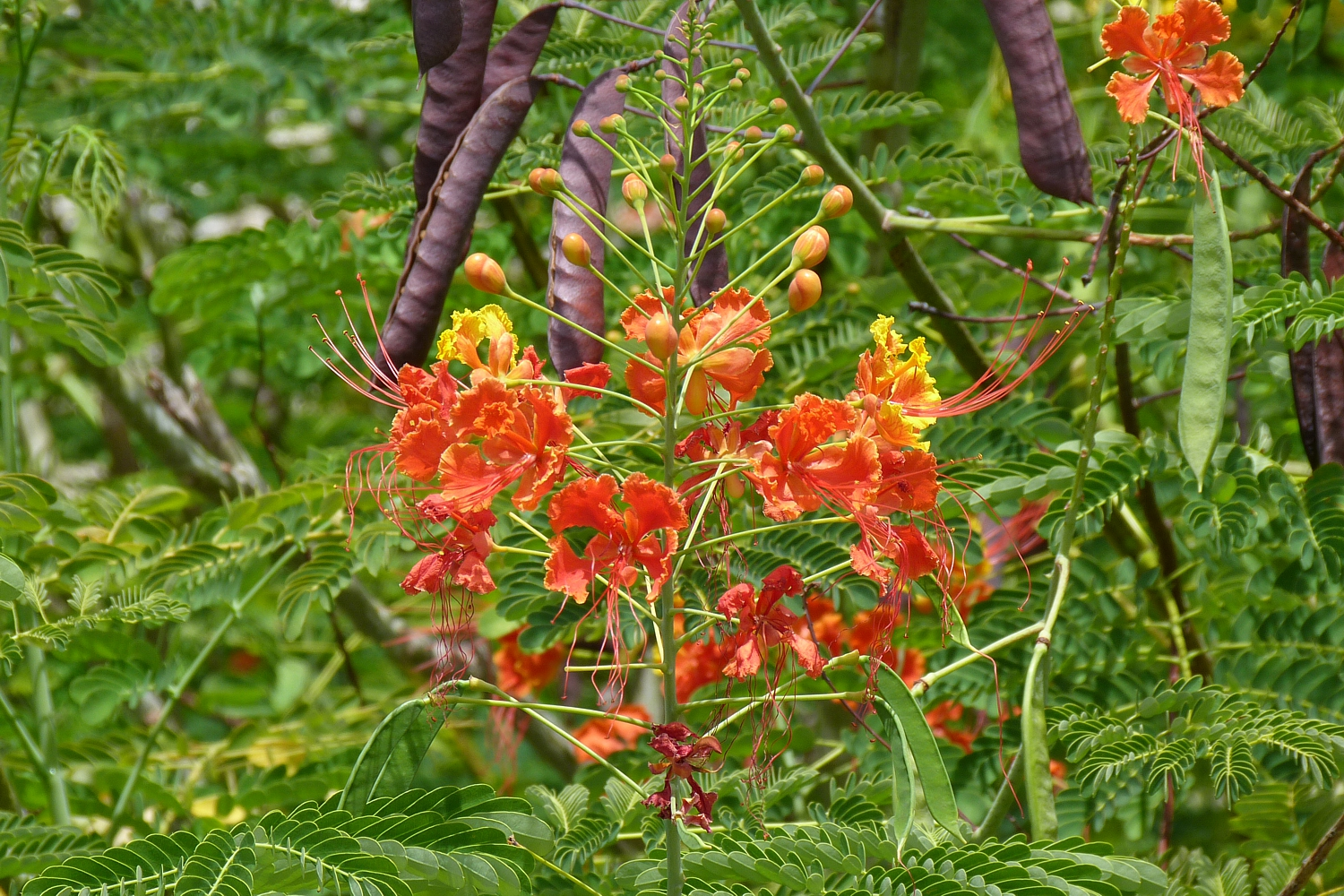
Pfauenstrauch, auch Stolz von Barbados genannt

Früher bedeckte tropischer Regenwald fast die gesamte Insel. Mittlerweile wurde er von weitläufigen Zuckerrohrplantagen und Kulturland weitgehend verdrängt. Nur im Turner’s Hall Wood im Bezirk St. Andrew finden sich auf einer Fläche von etwa 18 Hektar noch Restbestände des Tropenwaldes. Die Nationalblume ist die Red Pride of Barbados (Pfauenstrauch), sie ist im Wappen des Landes enthalten.
Die Tierwelt umfasst nur wenige Arten. In erster Linie gibt es verschiedene Affenarten, Mungos (Mangusten), Hasen und Eidechsen. Im April und Mai legen Lederschildkröten an den Stränden ihre Eier ab. Neben Kolibris finden sich viele Wasservögel wie Möwen und Reiher. In den Gewässern rund um die Insel kommen Barrakudas, Papageienfische und fliegende Fische vor.

### Administrative Gliederung
Barbados ist in elf Parishes (Bezirke/Kirchspiele) gegliedert, die auf die Gliederung der anglikanischen Kirche von 1645 zurückgehen.

Parishes (Bezirke/Kirchspiele) von Barbados

| Parish        | Hauptort        | Einwohner | Fläche |
| ------------- | --------------- | --------- | ------ |
| Christ Church | Oistins         | 54.336    | 57     |
| St. Andrew    | Belleplaine     | 05.139    | 36     |
| St. George    | The Glebe       | 19.767    | 44     |
| St. James     | Holetown        | 28.498    | 31     |
| St. John      | –               | 08.963    | 34     |
| St. Joseph    | Bathsheba       | 06.620    | 26     |
| St. Lucy      | –               | 09.758    | 36     |
| St. Michael   | Bridgetown      | 88.529    | 39     |
| St. Peter     | Speightstown    | 11.300    | 34     |
| St. Philip    | Six Cross Roads | 30.662    | 60     |
| St. Thomas    | –               | 14.249    | 34     |
| Quellen:      |                 |           |        |

### Städte
Mehr als ein Drittel der Bevölkerung lebt in der Hauptstadt Bridgetown und den Vororten. Weitere Schwerpunkte sind die touristisch geprägte Südküste (Parish Christ Church) und die Westküste (Parish St. James). Außer der Hauptstadt gibt es drei weitere Städte: Speightstown, Holetown und Oistins. An der Ostküste ist der Badeort Bathsheba ein Zentrum des Tourismus. Regionales Zentrum im Osten der Insel ist Six Cross Roads.

## Bevölkerung
Die Einwohner der Insel werden Barbadier genannt, das zugehörige Adjektiv ist barbadisch. Die Barbadier bezeichnen sich als Bajans [ˈbeɪdʒənz].

### Demografie und Bevölkerungsstruktur
2022 hatte Barbados 282.000 Einwohner. Das jährliche Bevölkerungswachstum betrug + 0,2 %. Zum Bevölkerungswachstum trug ein Geburtenüberschuss (Geburtenziffer: 10,8 pro 1000 Einwohner vs. Sterbeziffer: 9,1 pro 1000 Einwohner) bei. Die Anzahl der Geburten pro Frau lag 2022 statistisch bei 1,6, die der Region Lateinamerika und die Karibik betrug 1,8. Der Median des Alters der Bevölkerung lag im Jahr 2021 bei 38,9 Jahren. Im Jahr 2023 waren 16,6 Prozent der Bevölkerung unter 15 Jahre, während der Anteil der über 64-Jährigen 16,8 Prozent der Bevölkerung betrug.
Die Bevölkerung setzt sich zu etwa 90 % aus den Nachkommen der afrikanischen Sklaven, etwa 4 % Weißen vorwiegend britischer und irischer Abstammung sowie Asiaten (Inder, Chinesen) und Menschen gemischter Abstammung zusammen. Im Jahr 2017 waren 12,1 % der Bevölkerung im Ausland geboren.

### Sprachen, Religion, Bildung und Gesundheit
Bajan, ein auf dem Englischen basierender kreolischer Dialekt, ist die überwiegend im Alltag verwendete Sprache. Die Amtssprache ist Englisch, das in Schreibung und Aussprache größtenteils dem Britischen Englisch entspricht.
Rund 30 % der Bevölkerung sind anglikanischen Glaubens und 18 % gehören der Pfingstbewegung an. Weitere bedeutende Religionsgruppen sind Methodisten und Adventisten, 4 % der Bevölkerung sind katholisch.
Die Alphabetisierungsrate liegt bei 97,6 %.
Die Lebenserwartung der Einwohner von Barbados ab der Geburt lag 2022 bei 77,7 Jahren (Frauen: 79,6; Männer: 75,7). 2022 betrug die Sterblichkeit bei unter 5-Jährigen 10,9 pro 1000 Lebendgeburten.

## Geschichte
Die voreuropäischen Einwohner waren Arawak und Kariben. Jedoch scheint um 1600 v. Chr. eine erste Besiedlung durch Zuwanderer aus Südamerika stattgefunden zu haben, wenn sie auch nicht von Dauer war. Um 350 n. Chr., 800 n. Chr. und im 13. Jahrhundert erreichten drei weitere Einwanderungswellen die Insel. Dazwischen und danach war die Insel vom Festland isoliert. Die Bewohner nannten die Insel Ichirouganaim.

### Frühe Neuzeit
Den Namen Barbados (portugiesisch os barbudos, spanisch los barbados = die Bärtigen) erhielt die Insel 1536, da der portugiesische Entdecker Pedro Campos sich durch die frei herabhängenden Wurzeln der Feigenbäume an Bärte erinnert fühlte und die Insel danach benannte. In den folgenden 15 Jahren versklavten spanische Eroberer zahlreiche Bewohner für die Plantagenarbeit auf anderen Inseln. Der Rest der einheimischen Bevölkerung floh.
So fanden die Engländer knapp ein Jahrhundert später eine verwaiste Insel vor, als sie 1625 diese von den Portugiesen übernahmen. 1627 begann die Besiedlung der zu diesem Zeitpunkt menschenleeren Insel durch Großbritannien. Sklaven aus Irland und Indentur-Sklaven von den gesamten britischen Inseln wurden angesiedelt, bald kamen afrikanische Sklaven hinzu, von niederländischen Schiffen herbeigeschafft, nachdem Nordbrasilien als Markt verlorengegangen war.
Barbados’ Wirtschaft fußte ab den frühen 1640er Jahren auf der Produktion von Rohrzucker, der nach England verschifft wurde. Damit war es prägend für andere Inseln oder Suriname, die das Geschäft nachahmten. Im Jahr 1655 beispielsweise exportierte die Insel etwa 8000 Tonnen in das europäische Mutterland und war damit einer der größten Zuckerproduzenten der Welt. Barbados blieb bis weit in das 20. Jahrhundert stark von der Zucker-, Rum- und Sirupproduktion abhängig.
Barbados blickt auf eine lange parlamentarische Geschichte zurück. Es verfügt über das drittälteste Parlament im Commonwealth (nach Westminster und Bermuda). Bereits 1639 wurde mit dem House of Burgesses das erste Parlament eingerichtet. Nach Konflikten mit England wurden die Rechte des Parlaments und die der Bürger von Barbados 1652 in der „Charta of Barbados, or Articles of Agreement“ niedergelegt. Diese Verfassungsurkunde garantierte unter anderem die Religionsfreiheit, die Rechtsstaatlichkeit, das Privateigentum und weitgehende parlamentarische Rechte.

### 19. und 20. Jahrhundert
Die in den Anfängen nur für die englischen Plantagenbesitzer geltenden Rechte wurden nach der vollen Sklavenemanzipation 1838 bis hin zur Unabhängigkeit am 30. November 1966 auf die schwarze Bevölkerungsmehrheit ausgedehnt. Das aktive und passive Frauenwahlrecht wurden im Oktober 1950 eingeführt. Von 1958 bis 1962 war Barbados eine Provinz der Westindischen Föderation.

### Republik Barbados
Die damals regierende Democratic Labour Party hatte bereits im Jahr 2015 angekündigt, die Verfassung zu ändern und Barbados im Jahr 2016 als Republik zu konstituieren, was aber nicht geschah. Die nächste, von der Barbados Labour Party gebildete Regierung von Barbados gab am 15. September 2020 bekannt, dass sie beabsichtige, bis zum 30. November 2021, dem 55. Jahrestag ihrer Unabhängigkeit, eine Republik zu werden, was zur Folge hätte, dass der erbliche Titel der Königin oder des Königs von Barbados durch das gewählte Amt des Präsidenten von Barbados ersetzt werden würde. Barbados bliebe aber Mitglied des Commonwealth of Nations. Sandra Mason, die Generalgouverneurin von Barbados, erklärte im Rahmen der Thronrede 2020: „Es ist an der Zeit, unsere koloniale Vergangenheit vollständig hinter uns zu lassen. Die Barbadier wollen ein barbadisches Staatsoberhaupt.“ Am 3. Juni 2021 wurde in den lokalen barbadischen Medien berichtet, dass die Öffentlichkeit über E-Mail Vorschläge zur Frage der Republik einreichen könne.
Am 20. September 2021, etwas mehr als ein Jahr nach der Ankündigung des Überganges, wurde das Begehren ins Parlament von Barbados eingebracht. Mit dem am 6. Oktober verabschiedeten Gesetz wurden Änderungen in der barbadischen Verfassung vorgenommen und das Amt des Präsidenten von Barbados eingeführt, der die Rolle von Elisabeth II., Königin von Barbados, ersetzt. In der darauffolgenden Woche, am 12. Oktober 2021, wurde die amtierende Generalgouverneurin von Barbados, Dame Sandra Mason, gemeinsam von dem Premierminister und dem Oppositionsführer als Kandidatin für das Amt des ersten Präsidenten von Barbados nominiert und am 20. Oktober gewählt. Am 30. November 2021 wurde der Staat anlässlich der 55. Wiederkehr des Unabhängigkeitstages zur Republik erklärt, und Mason trat ihr Amt an. Prinz Charles, der damalige Thronfolger von Barbados, nahm an der Vereidigungszeremonie in Bridgetown teil. Königin Elisabeth II. übermittelte Präsidentin Mason eine Glückwunschbotschaft mit den Worten: „Anlässlich dieses bedeutsamen Tages sende ich Ihnen und allen Barbadiern meine besten Wünsche für Glück, Frieden und Wohlstand in der Zukunft.“

## Politik
Barbados hat ein Zweikammer-Parlament (ein House of Assembly mit 30 alle fünf Jahre neugewählten Mitgliedern und einen Senat mit 21 ernannten Mitgliedern). Das Wahlrecht steht ab dem 18. Lebensjahr zu. Die Politik wird im Wesentlichen durch die beiden großen Parteien, die Barbados Labour Party (BLP) und die Democratic Labour Party (DLP) bestimmt.
| Name des Index                     | Indexwert    | Weltweiter Rang | Interpretationshilfe | Jahr |
| ---------------------------------- | ------------ | --------------- | --- | ---- |
| Fragile States Index               | 44,7 von 120 | 140 von 179     | Stabilität des Landes: stabiler 0 = sehr nachhaltig / 120 = sehr alarmierend Rang: 1 = fragilstes Land / 179 = stabilstes Land | 2024 |
| Freedom in the World Index         | 94 von 100   | —               | Freiheitsstatus: frei 0 = unfrei / 100 = frei                                                                                  | 2024 |
| Korruptionswahrnehmungsindex (CPI) | 68 von 100   | 23 von 181      | 0 = sehr korrupt / 100 = sehr sauber                                                                                           | 2024 |

Bei der Parlamentswahl am 19. Januar 2022 gewann die BLP alle 30 Sitze im House of Assembly.
Barbados ist Mitglied der Alliance of Small Island States (AOSIS).
Die Polizeigewalt wird durch den Barbados Police Service ausgeübt. Die Barbados Defence Force sind die Streitkräfte des Landes und verfügten 2019 über 550 Soldaten.

## Wirtschaft und Infrastruktur
In den 1990er Jahren liefen die Tourismusindustrie und die Handwerkproduktion der Zuckerindustrie ihren wirtschaftlichen Rang ab. Vor der Küste von Barbados wird Erdöl gefördert. Die Förderung betrug 2005 etwa 1000 Barrel/Tag bei Reserven von 2,5 Mio. Barrel. Am 28. Januar 2016 legte die EU-Kommission ein Maßnahmenpaket zur Bekämpfung von Steuerflucht vor, bei dem unter anderem Barbados auf der schwarzen Liste der Steueroasen auftaucht.
Im Jahr 2016 arbeiteten 1,4 % aller Arbeitskräfte in der Landwirtschaft, 93,8 % im Dienstleistungssektor und 4,8 % in der Industrie. Sehr viele Arbeitnehmer arbeiten im Tourismussektor. Die Gesamtzahl der Beschäftigten wird für 2017 auf 144.000 geschätzt.
Das Land führt eine Wertpapierbörse mit dem Namen Barbados Stock Exchange.
Größter Handelspartner des Landes sind die USA.
| Jahr                                    | 2010   | 2015   | 2016   | 2017   | 2018   | 2019   | 2020    | 2021   | 2022   | 2023   |
| --------------------------------------- | ------ | ------ | ------ | ------ | ------ | ------ | ------- | ------ | ------ | ------ |
| BIP in Mrd. USD (Kaufkraftparität)      | 4,5    | 4,8    | 4,9    | 5,0    | 5,2    | 5,3    | 4,5     | 4,4    | 5,6    | 6,0    |
| BIP pro Kopf in USD (Kaufkraftparität)  | 16.233 | 16.847 | 17.264 | 17.551 | 18.180 | 18.371 | 15.484  | 15.332 | 19.305 | 20.765 |
| BIP-Wachstum (real)                     | −2,2 % | −0,8 % | 1,8 %  | 0,1 %  | −1,2 % | 0,7 %  | −15,1 % | −0,3 % | 17,8 % | 4,1 %  |
| Inflation (in Prozent)                  | 5,8 %  | −1,1 % | 1,5 %  | 4,4 %  | 3,0 %  | 1,7 %  | 0,6 %   | 1,4 %  | 4,5 %  | 3,2 %  |
| Staatsverschuldung (in Prozent des BIP) | 95 %   | 132 %  | 135 %  | 143 %  | 114 %  | 108 %  | 138 %   | 122 %  | 113 %  | 111 %  |

### Kreuzfahrttourismus
Wie viele andere karibische Inseln ist auch Barbados ein beliebter Anlaufpunkt für den Kreuzfahrttourismus geworden. Der Höhepunkt wurde 2019 mit 853.200 Passagieren verzeichnet. Ab April 2020 brach dann der Kreuzfahrttourismus, bedingt durch den Ausbruch der COVID-19-Pandemie, komplett ein, und auch 2021 erholte sich das Tourismussegment nur leicht. Für das Jahr 2022 wird eine Normalisierung der Situation erwartet, obwohl in den Monaten Januar und Februar mit 86.071 Passagieren eine deutlich geringere Zahl erfasst wurde als noch 2019 mit 255.341 Passagieren. Bedeutsam ist dies, da die beiden Monate alleine mehr als ein Drittel aller Passagiere eines Jahres ausmachen.
| Kreuzfahrttourismus | 2011    | 2012    | 2013    | 2014    | 2015    | 2016    | 2017    | 2018    | 2019    | 2020   | 2021   |
| ------------------- | ------- | ------- | ------- | ------- | ------- | ------- | ------- | ------- | ------- | ------ | ------ |
| Passagierzahl       | 726.543 | 617.438 | 663.263 | 683.346 | 712.766 | 731.137 | 827.486 | 826.267 | 853.200 | 93.249 | 27.451 |
| Kreuzfahrtschiffe   | 392     | 358     | 374     | 390     | 394     | 424     | 505     | 437     | 422     | 242    |        |

Barbados wird von allen Kreuzfahrtgesellschaften angelaufen und dient auch als Start- und Endpunkt mancher Kreuzfahrten. Anlaufpunkt für die Kreuzfahrtschiffe ist der Hafen der Hauptstadt Bridgetown. Das Bridgetown Cruise Terminal ist Teil des Deep Water Harbours der Hauptstadt. Im separaten Hafenbecken können bis zu drei große Kreuzfahrtschiffe gleichzeitig anlegen. Das Terminal liegt in fußläufiger Entfernung zur Altstadt von Bridgetown, bietet aber auch mit 61 eigenen Geschäften den Touristen eine große Auswahl an.

### Staatshaushalt
Der Staatshaushalt umfasst Ausgaben von umgerechnet 1664 Mio. US-Dollar (2017, geschätzt), dem standen Einnahmen von umgerechnet 1466 Mio. US-Dollar (2017, geschätzt) gegenüber. Daraus ergibt sich ein Haushaltsdefizit in Höhe von 4 % des BIP. Der Anteil der Staatsausgaben (in % des BIP) beträgt bei folgenden Bereichen:
- Gesundheit: 6,6 % (2018)[52]
- Bildung: 4,3 % (2020)[52]
- Militär: 0,8 % (2019)[52]

### Verkehr
Das gesamte Straßennetz umfasste 2015 etwa 1700 km. Auf Barbados herrscht Linksverkehr.
Grantley Adams International Airport ist der wichtigste Flughafen der Insel und befindet sich in Seawell im Parish Christ Church, rund 12,9 km östlich der Hauptstadt Bridgetown.

### Feuerwehr
Im Jahr 2019 waren in der Feuerwehr in Barbados 214 Berufsfeuerwehrleute organisiert, die in sechs Feuerwachen, in denen 13 Löschfahrzeuge und zwei Drehleitern bzw. Teleskopmasten bereitstehen, tätig waren. Die nationale Feuerwehrorganisation The Barbados Fire Service repräsentiert die barbadischen Feuerwehren.

## Wissenschaft und Technik

### Botanische Gärten
In der hügeligen Landschaft an der Ostküste von Barbados, im Parish Saint Joseph befinden sich drei botanische Gärten: Andromeda Gardens, Flower Forest und Hunte’s Gardens.

### Superkanone von Gerald Bull
Bei 13,0670 nördlicher Breite und 59,4830 westlicher Länge befand sich gegen Ende der 1960er Jahre die Versuchskanone von Gerald Bull (HARP-Gun), die ihre Geschosse in Höhen von bis zu 180 Kilometern abfeuern konnte.

### Startplatz von Forschungsraketen
Zwischen 1963 und 1968 wurden von Barbados einige Höhenforschungsraketen der Typen Nike Apache, Arcas und Nike Cajun gestartet.

### Bellairs Research Institute
Die kanadische McGill University unterhält in Holetown das Bellairs Research Institute, das 1954 von Commander Carlyon W. Bellairs gegründet wurde. Das Institut bietet Forschern verschiedenster Disziplinen aus aller Welt die Möglichkeit zu Forschungsaufenthalten und zur Durchführung von Workshops und ähnlichem. Außerdem ermöglicht es Studenten der McGill University ein Praxissemester und Praxiskurse.

### Barbados Cloud Observatory
Das Hamburger Max-Planck-Institut für Meteorologie nahm im April 2010 mit dem Karibischen Institut für Meteorologie und Hydrologie an der Ostspitze der Insel (Deebles Point) eine Wetterstation mit Wolkenobservatorium in Betrieb, das Barbados Cloud Observatory (BCO). Mit verschiedenen Instrumenten, darunter Wetterradars und Lidars, werden dort vornehmlich tropische Cumulus-Wolken und die Passatwinde untersucht.

## Sport
Cricket ist der beliebteste Sport auf Barbados und der offizielle Nationalsport des Inselstaates. Barbados ist eines der Länder, das mit anderen Karibikstaaten das West Indies Cricket Team bildet, eine der „Nationalmannschaften“ im internationalen Cricket mit Teststatus, der angesehensten Form dieses Sports. Das West Indies Cricket Team nahm an beinahe jedem Cricket World Cup teil, gewann die ersten beiden Austragungen 1975 und 1979 und verpasste lediglich das Turnier 2023. Außerdem gewannen sie den Men’s T20 World Cup zweimal (2012 und 2016) sowie je einmal die Champions Trophy (2004) und die U19-Cricket-Weltmeisterschaft (2016). Zusammen mit Antigua und Barbuda, Grenada, Guyana, Jamaika, St. Kitts und Nevis, St. Lucia und Trinidad und Tobago war Barbados Gastgeber des Cricket World Cup 2007. Auch wurden hier neun Spiele des ICC Men’s T20 World Cup 2024 ausgetragen, darunter das Finale zwischen Indien und Südafrika. Aus Barbados stammen bekannte Cricketspieler wie Garfield Sobers und Malcolm Marshall.
Special Olympics Barbados wurde 1968 gegründet und nahm mehrmals an Special Olympics Weltspielen teil.